# 2022年3月泉州市2019冠状病毒病聚集性疫情
2022年3月泉州市2019冠状病毒病聚集性疫情是指自2022年3月13日起在中华人民共和国福建省泉州市爆发的2019冠状病毒病聚集性疫情。

## 背景
- 泉州本轮疫情属于奥密克戎变异株（BA.2）进化分支。经国家疾控中心分析，在国内已知新冠病毒序列中，未能找到高度同源序列。[1]

## 疫情时间轴

### 3月13日
- 3月13日，福建省泉州市丰泽区新冠肺炎疫情防控指挥部对外发布通告称，当天丰泽区在对“应检尽检”人群进行新冠病毒核酸检测中，初筛发现9人呈阳性，经泉州市疾控中心复核为阳性，均为该区滨海酒店工作人员[2]。
- 3月13日，泉州市人民政府新闻办公室召开2022年泉州市新冠疫情防控情况第一场新闻发布会，市防控新冠疫情应急指挥部副总指挥长、市政府副市长陈小辉，市卫健委主任苏培聪，丰泽区人民政府区长高金全介绍疫情防控工作情况，并公布泉州市相关封控区、管控区和防范区情况[3]。
- 3月14日，中华人民共和国国家卫生健康委员会、福建省卫生健康委员会、泉州市卫生健康委员会相继发布通报，3月13日0时至24时，福建省新增本土确诊病例10例（均在泉州市）[註 1][4][5][6]。

### 3月14日
- 3月14日，泉州市人民政府新闻办公室召开2022年泉州市新冠疫情防控情况第二场新闻发布会，市防控新冠疫情应急指挥部副总指挥长、市政府副市长陈小辉，市卫健委主任苏培聪，丰泽区人民政府区长高金全介绍疫情防控工作情况。市委宣传部常务副部长、市政府新闻办主任郑国防主持发布会[7]。
- 3月15日，中华人民共和国国家卫生健康委员会、福建省卫生健康委员会、泉州市卫生健康委员会相继发布通报，3月14日0时至24时，泉州市新增本土确诊病例31例[註 2]和本土无症状感染者30例[8][9][10]。

### 3月15日
- 3月15日晚，泉州市人民政府新闻办公室召开2022年泉州市新冠疫情防控情况第三场新闻发布会，市防控新冠疫情应急指挥部副总指挥长、泉州市政府副市长陈小辉，泉州市卫健委主任苏培聪，泉州市疾控中心主任王伟明介绍疫情防控工作情况[11]。
- 3月16日，中华人民共和国国家卫生健康委员会、福建省卫生健康委员会、泉州市卫生健康委员会相继发布通报，3月15日0时至24时，泉州市新增本土确诊病例21例[註 3]和本土无症状感染者15例[12][13][14]。

### 3月16日
- 3月17日，中华人民共和国国家卫生健康委员会、福建省卫生健康委员会、泉州市卫生健康委员会相继发布通报，3月16日0时至24时，泉州市新增本土确诊病例21例[註 4]和本土无症状感染者41例[15][16][17]。

### 3月17日
- 3月18日，中华人民共和国国家卫生健康委员会、福建省卫生健康委员会、泉州市卫生健康委员会相继发布通报，3月17日0时至24时，泉州市新增本土确诊病例111例[註 5]和本土无症状感染者81例[註 6][18][19][20]。

### 3月18日
- 3月19日，中华人民共和国国家卫生健康委员会、福建省卫生健康委员会、泉州市卫生健康委员会相继发布通报，3月18日0时至24时，泉州市新增本土确诊病例191例[註 7]和本土无症状感染者75例[註 8][21][22][23]。随后，泉州市卫生健康委员会公布了当天这191例本土确诊病例的行程轨迹[24]。
- 从3月13日0时至3月18日24时，福建省泉州市已累计报告新冠肺炎本土阳性感染者689例[註 9][25]。

### 3月19日
- 3月20日，中华人民共和国国家卫生健康委员会、福建省卫生健康委员会、泉州市卫生健康委员会相继发布通报，3月19日0时至24时，泉州市新增本土确诊病例138例[註 10]和本土无症状感染者105例[註 11][26][27][28]。随后，泉州市卫生健康委员会公布了当天这138例本土确诊病例的行程轨迹[29]。
- 3月19日，福建省副省长、省应对疫情工作指挥部副指挥长李德金前往黎明大学、泉州师院、方舱医院检查指导高校疫情防控和方舱医院建设工作[30]。

### 3月20日
- 3月21日，中华人民共和国国家卫生健康委员会、福建省卫生健康委员会、泉州市卫生健康委员会相继发布通报，3月20日0时至24时，泉州市新增本土确诊病例129例[註 12]和本土无症状感染者101例[註 13][31][32][33]。随后，泉州市卫生健康委员会公布了当天这129例本土确诊病例的行程轨迹[34]。
- 3月20日，泉州市政府党组书记、市长蔡战胜主持召开市政府党组会议，传达贯彻习近平总书记在3月17日中央政治局常委会会议上的重要讲话精神，以及福建省、泉州市有关会议精神，进一步研究部署“快、准、严、实、细”抓好疫情防控工作[35]。

### 3月21日
- 3月22日，中华人民共和国国家卫生健康委员会、福建省卫生健康委员会、泉州市卫生健康委员会相继发布通报，3月21日0时至24时，泉州市新增本土确诊病例89例[註 14]和本土无症状感染者108例[註 15][36][37][38]。随后，泉州市卫生健康委员会公布了当天这138例本土确诊病例的行程轨迹[39]。
- 3月21日上午，福建省委常委、泉州市委书记、市防控新冠肺炎疫情应急指挥部总指挥长刘建洋到市疾控中心检查指导疫情防控工作，并向奋战在疫情防控一线的工作人员表示慰问[40]。
- 3月21日晚，福建省委常委、泉州市委书记、市防控新冠肺炎疫情应急指挥部总指挥长刘建洋主持召开全市疫情防控工作视频会，听取疫情防控工作进展情况汇报，分析研判疫情形势，明确下一步工作重点[41]。

### 3月25日
- 从3月13日到3月25日，泉州市新冠救治定点医院共有74名感染者康复出院[42]。

### 3月31日
- 3月31日，福建省委常委、泉州市委书记、市防控新冠肺炎疫情应急指挥部总指挥长刘建洋主持召开全市疫情防控工作视频会[43]。

### 4月4日
- 4月4日至10日，泉州市人民政府发布《泉州市防控新型冠状病毒感染的肺炎疫情应急指挥部2022年21号通告》，在泉州市境内实施分区分级差异化防控[註 16]，有序恢复社会生产生活秩序[註 17]，分区分级恢复交通秩序[註 18]，加强重点地区入泉人员排查管控[註 19][44]。

### 4月20日
- 从3月13日到4月20日，泉州市累计报告本土确诊病例1117例[45]。

## 其他与本次疫情相关联的城市

### 福建省

#### 福州市
- 3月17日0-24时，福州市新增本土确诊病例1例（在闽侯县）。该确诊病例为王某，男，35岁。3月12日从泉州驾车至福州，3月16日进行新冠病毒核酸检测，3月17日报告检测结果为阳性，专车闭环转运至指定地点集中隔离管理。隔离期间出现发热、咳嗽症状，综合流行病学史、临床症状、影像学检查和实验室检测等，3月17日诊断为本土确诊病例（轻型）。另新增1例本土无症状感染者（在仓山区），这名无症状感染者与当日确诊病例有关联[18][19][46]。

### 广东省

#### 广州市
- 3月15日，广东省广州市越秀区新增1例本土无症状感染者，女，25岁，中国籍。3月14日核酸检测结果为阴性，当晚从外省某中高风险地区所在地市（这位无症状感染者所乘坐的高铁线路只经过福建省和广东省，当时福建省只有泉州市才有中高风险地区[47]）乘坐高铁G4515（福州南站至广州南站）进入广州，入住越秀区白云街东华南路宜尚酒店，3月15日，检测核酸呈阳性，即转广州医科大学附属市八医院隔离治疗[12][48][49]。
- 自3月15日起，广州市越秀区划定广湾十八商务楼主楼（越秀区白云街东华南19号）为封控区，严格执行“区域封闭、足不出户、服务上门”管理措施，人员实行集中隔离或居家隔离医学观察；划定嘉星广场（越秀区白云街白云路22号）、越秀区白云路18号、广湾十八裙楼（越秀区白云街东华南19号）为管控区，实行“足不出区、错峰取物”管理措施；并划定一个防范区（南至越秀区白云街东华南路、西至广九大马路、北至白云路、东至白云路28号（羊城铁路大院东墙）），实行“强化社会面管控，严格限制人员聚集”管理措施[50]。
- 自3月16日12时起，广州市交通运输局在越秀区白云街道范围内临时撤销封控、管控、防范区域内6个公交站点（中途站点4个，公交总站2个），途经停靠的公共汽车4、7、12、16、24、35、36、54、59、61、65、80、91、93、101、104、112、125、129、182、184、192、194、222、223、264、247、285、299、519、535、502、541、551、B5、B5快、夜12、夜16、夜39、夜102、夜107、高峰快线70等42条线路采取临时飞站措施，涉及公交站点有公共汽车白云路总站、东华南路（江湾桥脚）总站、江湾桥脚站（双向）、白云路站（双向）[51]。
- 3月20日，广州市越秀区调整白云街的封控区、管控区和防范区范围，封控区为宜尚酒店（江湾团一大广场店）；管控区为广湾十八商务楼主楼（东华南19号）除宜尚酒店外区域；防范区为嘉星广场（白云路22号）、白云路18号、广湾十八裙楼（东华南19号）区域[52]。
- 自3月29日零时起，解除白云街道3月20日公布的封控区、管控区、防范区的管控[53]。

#### 珠海市
- 3月15日，广东省珠海市新增1例本土确诊病例。该病例为男性，26岁，住珠海市香洲区唐家湾镇星湾社区华庭云谷二店4栋，为高新区某公司职员，已接种2剂次新冠疫苗。3月5日离开珠海，3月9日至11日，主要在福建省活动[54]。3月12日上午8时左右自驾车从福建泉州返回珠海，3月12日18点左右到家后未曾外出，3月14日10点左右自驾车前往便民采样点进行核酸检测初筛为阳性，后经市疾控中心复检阳性，立即通过负压救护车闭环转运至中大五院诊治。经组织专家会诊，诊断为新冠肺炎确诊病例（轻型）[12][48][55][56]。
- 自3月14日23时起，高新区在唐家湾镇星湾社区划定封控区、管控区、防范区，范围包括：封控区：唐家湾镇星湾社区华庭云谷二店4栋；管控区：防范区：唐家湾镇星湾社区华庭云谷二店（小区）；唐家湾镇金业北路-科创纵三路-兴中路-天星一路-新湾六路围合区域内（除封控区、管控区外）[54][57]。以上区域均在3月28日上午8时起解除管理[58]。

## 反应与影响

### 泉州市

#### 中高风险地区划定情况
- 自3月14日起，泉州市将丰泽区滨海酒店列为高风险地区，并将丰泽区丰泽街道丰泽新村88#列为中风险地区[59]。
- 自3月19日起，泉州市将丰泽区丰泽街道东美社区北至妙云街、西至刺桐南路、南至泉秀街、东至坪山路和东霞街（河岸）区域，丰泽街道霞淮社区，城东街道前头社区、浔美社区列为高风险地区，并将丰泽街道东淮社区、丰泽社区、迎津社区，城东街道埭头社区，东海街道云谷社区、云山社区、法石社区，华大街道华城社区，泉秀街道华丰社区列为中风险地区[60]。
- 自3月19日起，泉州市将鲤城区三地（鲤中街道促进社区、临江街道伍堡社区、开元街道梅峰社区）和晋江市陈埭镇、池店镇的部分区域（陈埭江滨南路、鞋都路、九十九溪围合的三角区域、陈埭镇庵上村、池店镇东山村、池店镇海丝景城A区、池店镇百信御江帝景一期）列为中风险地区[61]。
- 自3月20日起，泉州市将石狮市万国会（名爵酒店）列为高风险地区，墨蒲酒吧列为中风险地区[61]。
- 自3月21日起，泉州市将晋江市陈埭镇两地（江滨南路、鞋都路、九十九溪围合的三角区域和庵上村）列为高风险地区，将晋江市陈埭镇两地（海尾村和洋埭村）列为中风险地区[62]。
- 自3月22日起，泉州市将德化县龙浔镇丁溪村列为中风险地区[62]。
- 自3月22日起，泉州市将晋江市池店镇东山村列为高风险地区，并将晋江市五地[註 20]和鲤城区两地[註 21]列为中风险地区[63]。
- 自3月23日起，泉州市将洛江区万安街道两地[註 22]列为中风险地区[64]。
- 自3月24日起，泉州市将晋江市陈埭镇海尾村列为高风险地区，并将晋江市池店镇新店村、陈埭镇高坑村、永和镇割山村列为中风险地区。[65][66]。
- 自3月25日起，泉州市将石狮市湖滨街道曾坑社区红日路5号鑫源公寓、灵秀镇香江路1685-1687号栋楼、祥芝镇后湖村大宏公司公寓四区、锦尚镇厝上村五片区4号楼列为中风险地区[67]。
- 自3月27日起，泉州市将鲤城区临江街道伍堡社区伍堡旧街北至四堡街、南至义全街、西至伍堡新街、东至中山南路区域列为高风险地区，并将鲤城区鲤中街道和平社区北至东街、南至玉犀巷、西至中山中路、东至观东巷区域列为中风险地区[68]。
- 自3月28日起，泉州市将洛江区万安街道吉源小区20号楼调整为高风险地区，并将洛江区万安街道吉源雅苑1号楼列为中风险地区[69]。
- 自3月29日起，泉州市将丰泽区城东街道埭头社区、东星社区，泉秀街道灯星社区、成洲社区、沉洲社区，东海街道云山社区、滨城社区、法石社区、云谷社区调整为高风险地区，并将丰泽区城东街道金屿社区、通海社区、通源社区、西福社区、霞美社区、新前社区、庄任社区，东海街道宝山社区，东湖街道铭湖社区，丰泽街道前坂社区、东涂社区、源淮社区，清源街道西宝社区，泉秀街道灯洲社区、泉淮社区、新秀社区列为中风险地区[70]。
- 自4月2日起，泉州市将洛江区万安街道万虹路17号由中风险地区调整为低风险地区[71]。
- 自4月4日起，泉州市将鲤城区鲤中街道促进社区由中风险地区调整为低风险地区[72]。
- 自4月5日起，泉州市将石狮市万国会（名爵酒店）由高风险地区调整为低风险地区，并将石狮市墨蒲酒吧、石狮市湖滨街道曾坑社区红日路5号鑫源公寓、石狮市灵秀镇香江路1685-1687号栋楼、石狮市祥芝镇后湖村大宏公司公寓四区、石狮市锦尚镇厝上村五片区4号楼、洛江区万安街道吉源小区（20号楼除外）由中风险地区调整为低风险地区[73]，同时将晋江市安海镇安平社区列为中风险地区[74]。
- 自4月6日起，泉州市将鲤城区开元街道梅峰社区，鲤城区海滨街道T淘园北至芳草嘉园、南至泉州市市政工程管理处、东至新华南路、西至芳草园公园的围合区域，鲤中街道百源社区北至龙宫巷、南至后城街、东至侨乡商品街、西至小菜巷由中风险地区调整为低风险地区[75]。
- 自4月7日起，泉州市将丰泽区泉秀街道沉洲社区由高风险地区调整为低风险地区，并将丰泽街道东美社区北至妙云街、西至刺桐南路、南至泉秀街、东至坪山路和东霞街（河岸）区域，城东街道前头社区，城东街道埭头社区，城东街道东星社区，东海街道云谷社区，东海街道滨城社区，泉秀街道灯星社区，泉秀街道成洲社区由高风险地区调整为中风险地区，同时将丰泽区泉秀街道华丰社区，丰泽街道东淮社区，丰泽街道丰泽社区，丰泽街道丰泽新村88#，丰泽街道迎津社区，东海街道宝山社区，城东街道金屿社区，城东街道新前社区，华大街道华城社区，清源街道西宝社区，洛江区万安街道首富商城由中风险地区调整为低风险地区[76][77]。
- 自4月9日起，泉州市将鲤城区临江街道伍堡社区（伍堡旧街北至四堡街、南至义全街、西至伍堡新街、东至中山南路区域除外）由中风险地区调整为低风险地区[78]。
- 自4月10日起，泉州市将晋江市陈埭镇庵上村，陈埭镇海尾村，陈埭镇江滨南路、鞋都路、九十九溪围合的三角区域，池店镇东山村由高风险地区调整为中风险地区，并将晋江市池店镇海丝景城A区、池店镇霞福村金福小区、池店镇清蒙村、池店镇赤塘村、永和镇割山村由中风险地区调整为低风险地区[79]。
- 自4月21日0时起，泉州市将晋江市陈埭镇涵口村五四路17号由中风险地区调整为低风险地区。至此，泉州市本轮疫情最后一个中风险地区降为低风险地区[45]。

#### 封控区、管控区和防范区划定情况
- 自3月13日起，泉州市丰泽区将丰泽街道东美社区部分区域[註 23]和丰泽小区划为封控区，丰泽街道划为管控区，丰泽区全区划为防范区[80]。
- 自3月15日起，泉州市在鲤城区、丰泽区、洛江区、泉州开发区等中心城区划定封控区、管控区和防范区，落实相应管控措施。这些区域范围包括：封控区：一、丰泽街道东美社区北至妙云街、西至刺桐南路、南至泉秀街、东至坪山路和东霞街（河岸）的区域；二、丰泽小区；三、部分本土确诊病例所在楼栋[註 24]；管控区：鲤城区鲤中街道、开元街道、临江街道、海滨街道和丰泽区丰泽街道、城东街道、北峰街道、华大街道、东湖街道、泉秀街道、清源街道；防范区：鲤城区江南街道、浮桥街道、常泰街道、金龙街道和丰泽区东海街道，以及洛江区、泉州开发区全域[81][82]。
- 自3月18日零时起，泉州市划定鲤城区金龙街道、浮桥街道、江南街道、常泰街道，丰泽区东海街道，洛江区，泉州开发区为管控区[83]。
- 自3月18日起，泉州市晋江、南安、石狮这三个县级市的部分区域划为封控区、管控区。晋江市设有11个封控区[註 25]和9个管控区[註 26]，南安市设有1个封控区（罗东镇维新村大坪自然村）和11个管控区（美林街道福溪小区，省新镇油园村，码头镇诗南村，罗东镇维新村，梅山镇丰溪村、埔仔村、竞丰村、宝龙花园，洪濑镇洪西社区，水头镇建源小区、滨海御景城南区），石狮市全域（除封控区外）均为管控区[84]。
- 自3月20日0时起，晋江市将全市域（除封控区外）划定为管控区[85]。
- 自3月20日起，泉州市将丰泽区内的184个区域划定为封控区[註 27][86]。
- 自4月21日起，泉州晋江市解除西园街道赖厝社区奎碧路18号泉州轻工职业学院的封控区管理，解除东至富山路、学园路—西至赖厝社区与烧厝社区村界路—南至长兴路—北至双龙路的围合区域的管控区管理。该区域为本轮疫情泉州市最后一个解除封控区、管控区的区域[45]。

#### 医疗保障
- 3月20日，位于泉州市海峡体育中心的泉州市方舱医院完工并投用，当日晚上迎来了首批病患[87]。

#### 核酸检测
- 3月13日，泉州市丰泽区新冠肺炎疫情防控指挥部发出了2022年第2号通告，丰泽区即时启动新冠病毒全员核酸检测[88]。
- 3月13日晚上，泉州石狮市总医院迅速集结了近500名医护人员、230多名党员，星夜分赴全市各大酒店、娱乐场所、商圈市场等人流密集区域开展核酸检测[89]。
- 3月15日，泉州市丰泽区新冠肺炎疫情防控指挥部发出了2022年第5号通告，丰泽区于当日9时至21时开展第二轮全员核酸检测采样[90]。
- 3月15日，泉州市丰泽区新冠肺炎疫情防控指挥部发出了相关通告，丰泽区于3月16日9时至21时开展第三轮全员核酸检测采样[91]。
- 3月18日上午7:00开始，泉州市全域开展大规模人群核酸检测[92]。
- 3月19日，泉州市公布全市“黄码”人员核酸专用采样点（采样通道）[93]。
- 3月20日上午6:00开始，泉州市开展重点区域新一轮大规模人群核酸检测[94][95]。
- 3月22日上午6:00开始，泉州市开展重点区域新一轮大规模人群核酸检测[96]。
- 3月26日上午6:00开始，泉州市在鲤城区、丰泽区、洛江区、晋江市、泉州开发区、泉州台商投资区开展新一轮区域新型冠状病毒核酸检测[97]。
- 3月28日上午6:00开始，泉州市在全市部分区域[註 28]开展新一轮区域新型冠状病毒核酸检测[98]。
- 3月29日上午6:00开始，泉州市在丰泽区重点区域、晋江市重点区域，洛江区、泉港区、石狮市、南安市、惠安县、安溪县、永春县、德化县、泉州台商投资区全域开展核酸筛查（3月28日已检测的人群、区域除外）[99][100]。
- 3月30日上午6:00开始，泉州市在全市部分区域[註 29]进行区域核酸筛查[101]。
- 3月31日上午6:00开始，泉州市在全市部分区域[註 30]进行区域核酸筛查[102]。
- 4月1日上午6:00开始，泉州市在鲤城区、丰泽区、洛江区、泉港区、石狮市、晋江市、南安市、惠安县、永春县、德化县、泉州开发区、泉州台商投资区进行区域核酸筛查[103]。
- 4月2日上午6:00开始，泉州市在全市部分区域[註 31]进行区域核酸筛查[104]。
- 4月3日上午6:00开始，泉州市在鲤城区、丰泽区、洛江区、泉港区、石狮市、晋江市、南安市、惠安县、永春县、泉州开发区、泉州台商投资区进行区域核酸筛查[105]。
- 4月4日上午6:00开始，泉州市在全市部分区域[註 32]进行区域核酸筛查[106]。
- 4月5日上午6:00开始，泉州市在鲤城区、丰泽区、洛江区、泉港区、石狮市、晋江市、南安市、惠安县、永春县、泉州开发区、泉州台商投资区进行区域核酸筛查[107]。
- 4月6日上午6:00开始，泉州市在全市部分区域[註 33]进行区域核酸筛查[108]。
- 4月7日上午6:00开始，泉州市在全市部分区域[註 34]进行区域核酸筛查[109]。

#### 日常生活
- 3月13日，泉州市丰泽区新冠肺炎疫情防控指挥部发出了2022年第3号通告，丰泽区全区暂停举办一切文化、娱乐、体育等聚集性活动；暂停开放图书馆（书店）、文化馆、博物馆、纪念馆等各类公共文化活动场所；暂停开放KTV、电影院、棋牌室、麻将馆、网吧、酒吧、歌舞厅、台球室、足浴场所等娱乐场所；暂停开放体育馆、游泳馆、健身房等室内体育经营场所；辖区内各类社会培训机构暂停对外开放；暂停对外开放各宗教（民间信仰）场所，暂停举办集体宗教活动；全区严禁举办各类商场促销、文艺演出、群众性体育赛事等人群聚集性活动，严禁举办任何形式的聚餐、聚会活动。一律不举办民间民俗活动，坚持“红事缓办、白事简办、神事不办”；全区所有餐饮服务单位一律不得提供堂食，外卖服务一律采取“无接触”方式进行，禁止街边烧烤、大排档等夜市餐饮经营活动[110]。
- 3月14日，泉州市防控疫情应急指挥部发布2022年1号通告，要求各位目前在泉州的民众非必要不离泉，确需离泉的，须凭健康码绿码并持有48小时内核酸检测阴性证明[111][112]。
- 自3月16日起，泉州市因疫情防控需要而设置了18个出城交通查验点[註 35][113][114]。
- 自3月16日起，泉州市所有药品零售单位及网络交易平台暂停销售退热、止咳、抗病毒、抗生素等“四类”药品[115]。上述药品于3月19日恢复销售[116]。
- 3月16日凌晨，泉州市防控新型冠状病毒感染的肺炎疫情应急指挥部发布2022年4号通告，细化了泉州市各居民小区的防疫要求[117][118]。
- 截至3月16日22时，福建省全省的高速公路共有37个收费站实施管控[119]。
- 自3月19日0时起，泉州中心市区交通查验点调整为26个[註 36][120]。
- 自3月19日起，在前期查验工作基础上，泉州全市所有高速公路、普通国省干线公路及其他道路离泉通道设立必要查验点[121]。
- 3月25日起，泉州市实施中心城区（鲤城区、丰泽区和洛江区管控区）静态管理，封控区人员禁止出户，核酸检测严格落实上门采样；管控区人员禁止出单元，参加核酸采样即出即回[122]。
- 3月25日，泉州市防控新型冠状病毒感染的肺炎疫情应急指挥部办公室发布关于2022年清明节祭扫活动的通告。通告中指出，泉州市全市全面暂停各类公墓、骨灰楼（堂）、寄存骨灰的宗教活动场所的祭扫，全面暂停零散墓地及历史埋葬点祭扫[123]。
- 3月26日起，泉州中心城区（鲤城+丰泽）、江南新区、洛江区、泉港区，四个区域799个公共自行车服务站点全部暂时停止使用。另外，泉州开发区“崇仁街喜客来”站点也暂停使用[124]。
- 4月5日起，泉州公交将恢复洛江区域301路、302路、303路、307路等4条公交线路运营，途经封控、管控区实施甩站运行[125]。同日，泉州市防控疫情应急指挥部办公室发出通知，对必需外出就医、特殊情况需要出行等情况作出具体规定[126]。

#### 教育与考试
- 泉州市洛江区自4月16日起，采取分级分批组织学生错峰返校恢复线下教学[127]。

#### 物资与交通保障
- 本轮疫情发生后，泉州市按照福建省委、省政府疫情防控工作部署，加快流调溯源和重点人员管控，从严落实重点场所防控措施，快速响应，全力调配物资，保障重点区域供应并增加储备，做好社区分区分级管理和各项服务保障工作[128]。
- 3月22日，泉州市发出相关通告。通告中指出，为切实保障疫情期间全市重要生产生活和应急物资运输车辆的顺畅通行，市疫情防控应急指挥部物资保障组和交通检疫组决定，在疫情期间使用“泉通行”车辆通行码，与原有纸质版车辆通行证同等效力[129]。
- 3月24日，泉州市发布中心市区生活物资供应名单[130]。

#### 外地支援
- 3月14日凌晨，来自莆田市医疗卫生机构的54名卫生应急救援人员紧急驰援泉州市，协助当地开展流调溯源和核酸检测等工作[131]。
- 3月14日凌晨1时许，福州市派出一支由15名医疗人员组成的核酸检测队伍赶赴泉州开展抗疫工作。[132]。
- 3月15日晚，南平市卫健委统一调派来自该市各县（区）市20多家医疗机构的30名医务人员组成南平市核酸检测应急队，从各地直接出发奔赴泉州协助开展核酸检测工作。[133]。
- 3月15日深夜，莆田市卫健委按照福建省、莆田市疫情防控指挥部的安排部署，紧急抽调医务人员赴泉州市石狮市、德化县开展核酸检测采样工作[134]。
- 迎着朝阳和曙光，厦门市300名核酸采样人员紧急集结，于3月16日清晨陆续出发前往泉州，助力泉州核酸采样工作[135]。

#### 处置违法犯罪
- 3月27日，福建省晋江市公安局对三起涉疫案件进行了通报，5人被行政拘留[註 37][136]。

#### 其他方面
- 3月21日，泉州市市场监管局向全市防疫物资、重要民生商品等各相关经营者、行业组织发出《规范防疫物资和重要民生商品价格行为的提醒告诫书》[137]。
- 3月31日，泉州市以泉州市金融监管局名义投保，向全市参与新冠肺炎疫情防控的一线人员免费赠送一份保险期限为3个月的新冠肺炎疫情责任险（人保财险、平安财险）[138]。同日，泉州市开通24小时民生诉求热线[139]。
- 4月2日，泉州市出台33条措施，全力抗疫，助企保民生促发展[140]。
- 4月4日起，泉州市受疫情影响较大的工业中小企业可通过福建省电子税务局申请，享受免征3个月的房产税和城镇土地使用税的税收扶持[141]。
- 4月6日，泉州市发改委印发《泉州市疫情防控期间重点项目复工导则》[142]。
- 本轮新冠疫情发生以来，泉州市医保局积极发挥医保部门职能作用，落实医疗保障“两个确保”政策，确保新冠病毒感染的肺炎患者不因费用影响就医，确保收治医院不因支付政策影响救治[143]。
- 信息技术在疫情态势研判、精准防控及后续治理中发挥着关键作用。在本轮疫情中，泉州市不断加快信息化平台建设推广应用，优化疫情防控信息系统，全力推进数字化防疫应用，科学精准防控疫情[144]。
- 本轮新冠疫情发生以来，泉州市开展“听民声、察民情、暖民心”专项行动，采用“线上+线下”相结合的方式，从上到下、从下到上畅通渠道，解决老百姓的诉求[145]。